# Альшевских, Андрей Геннадьевич
Андре́й Генна́дьевич Альше́вских (род. 14 мая 1972, Свердловск) — российский государственный и политический деятель, депутат Областной думы Законодательного собрания Свердловской области (2008—2010), депутат Законодательного собрания Свердловской области (2011—2016), депутат Государственной думы Российской Федерации VII созыва и VIII созыва. Заместитель председателя комиссии Госдумы по расследованию фактов вмешательства иностранных государств во внутренние дела России (С 23 марта 2022 года). Член фракции «Единая Россия».
Из-за поддержки российско-украинской войны — под санкциями всех стран ЕС, Великобритании, США, Канады, Швейцарии, Австралии, Японии, Украины, Новой Зеландии.

## Биография
Родился 14 мая 1972 года в городе Свердловск. Родители — потомственные железнодорожные работники. До восьмого класса учился в средней школе № 127 города Свердловска, в 1988—1990 годах — в Свердловском училище олимпийского резерва (биатлон). В июне 1990 года призван на срочную службу, направлен в воздушно-десантные войска Закавказского военного округа.
В 2001 году, в возрасте 29 лет, избран депутатом Екатеринбургской городской думы. В то время он был членом партии «Единая Россия», стоял у истоков железнодорожного отделения партии, однако в 2003 году вышел из «Единой России», раскритиковав партию за «антинародные законы». В марте 2004 года, Альшевских стал депутатом Палаты представителей Свердловской области. Был заместителем председателя комитета по промышленной, аграрной политике и природопользованию. Близкий друг главы ОПС «Уралмаш» Александра Хабарова.
В 2005 году заочно окончил Академию труда и социальных отношений (Высшая профсоюзная школа) с присуждением квалификации экономиста. Вступил в ряды КПРФ.
В 2008 году Андрея Альшевских избрали депутатом Областной думы Законодательного собрания Свердловской области по списку от КПРФ.
В 2010 году совместно с Леонидом Волковым, Фёдором Крашенинниковым, Константином Киселёвым и Дмитрием Головиным создал в Екатеринбурге комитет «Право выбора» для противодействия попыткам губернатора Александра Мишарина отменить выборы мэра в столице области.

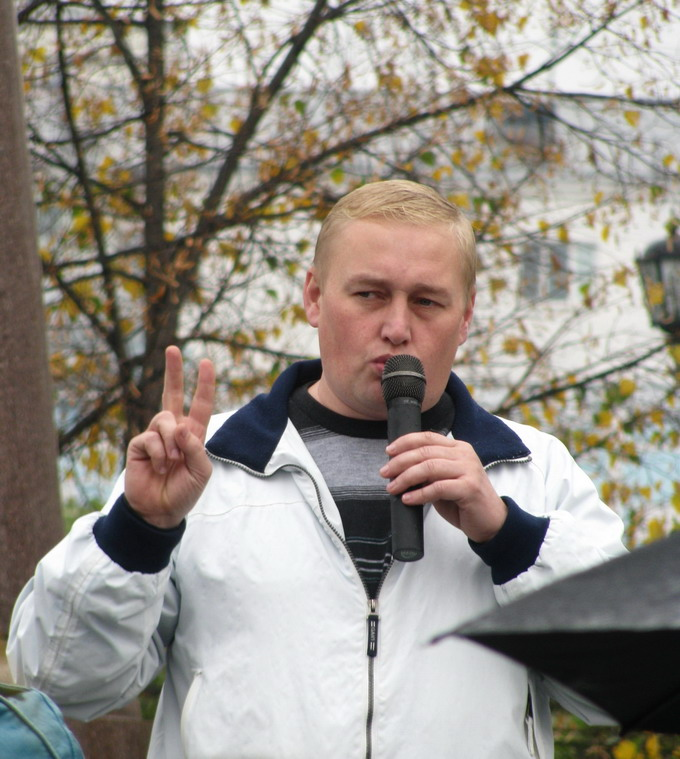
Альшевских на митинге против отмены выборов мэра Екатеринбурга, 25 сентября 2010

В декабре 2011 года был избран депутатом Законодательного собрания Свердловской области, заняв первое место по Железнодорожному одномандатному избирательному округу № 7 (северная часть Екатеринбурга), получив 24 770 голосов (36,52 % от общего числа проголосовавших).
28 июля 2013 года зарегистрирован кандидатом на выборах главы Екатеринбурга от КПРФ, на которых занял четвёртое место.
В конце марта 2016 года написал заявление о выходе из КПРФ.
На выборах в Государственную думу осенью 2016 года баллотировался в избирательном округе № 168 (часть города Екатеринбурга и часть Свердловской области) в качестве кандидата от партии «Единая Россия» и был избран депутатом нижней палаты парламента. В Государственной думе вошёл в парламентскую фракцию «Единой России» и комитет по экономической политике, промышленности, инновационному развитию и предпринимательству.
19 сентября 2021 года избран депутатом Государственной думы VIII созыва от партии «Единая Россия» по Свердловскому одномандатному избирательному округу №168. Вошел в комитет по безопасности и противодействию коррупции.

## Законотворческая деятельность
В течение исполнения полномочий депутата Государственной Думы, с 2016 по 2019 год, выступил соавтором 5 законодательных инициатив и поправок к проектам федеральных законов.
В 2018 году в России для граждан подняли порог возраста для выхода на пенсию. Андрей Геннадьевич является одним из депутатов, проголосовавших за принятие законопроекта.
Является одним из соавторов проекта закона о просветительской деятельности. В ответ на критику закона заявил, что авторы законопроекта не предполагали, что он распространится на блогеров.
Соавтор проекта закона, запрещающего избираться в Государственную думу лицам, причастным к деятельности экстремистских организаций. После внесения 4 мая 2021 года законопроекта в Госдуму соратник Алексея Навального Леонид Волков (в 2010 году создал совместно с Альшевских комитет «Право выбора») перевёл на счёт Андрея Альшевских 30 рублей. Подразумевается, что таким образом Альшевских, который является также соавтором закона об иноагентах, «получил финансирование из-за рубежа».
В качестве депутата Государственной думы Альшевских порой пропускает заседания, доверяя голосование за себя иным лицам. «Собеседник» на основе просмотра записей заседаний Думы выяснил, что 27 января и 17 марта 2021 года Альшевских не было в зале заседания, но при этом он «голосовал» за законопроекты.
В ходе российского вторжения на Украину в апреле 2022 года в составе группы депутатов внёс проект закона, наделяющий генерального прокурора России и его заместителей правом признавать регистрацию СМИ недействительной и прекращать действие лицензии на теле- и радиовещание в случае распространения ими «фейков» о российских военных и их «дискредитации», призывов к санкциям, а также информации, в которой содержится «явное неуважение к обществу, государству и Конституции Российской Федерации».
В 2022 году подавал запросы начальнику московской полиции касательно поиска администраторов русской Википедии.
В декабре 2022 года направил официальную жалобу на альбом «Длится февраль», написанный с антивоенных позиций в отношении нападения России на Украину, популярного исполнителя Влади.

## Санкции
Из-за поддержки российской агрессии и нарушения территориальной целостности Украины во время российско-украинской войны находится под персональными международными санкциями разных стран.
23 февраля 2022 года внесён в санкционные списки стран Евросоюза за действия и политику, которые подрывают территориальную целостность, суверенитет и независимость Украины и ещё больше дестабилизируют Украину.
24 февраля 2022 года включён в санкционный список Канады «близких соратников режима» за голосование о признании независимости «так называемых республик в Донецке и Луганске».
24 марта 2022 года, на фоне вторжения России на Украину, включён в санкционный список США за «соучастие в войне Путина» и «поддержку усилий Кремля по вторжению в Украину», Госдеп США заявил что депутаты Госдумы используют свои полномочия для преследования инакомыслящих и политических оппонентов, нарушают свободу информации, ограничивают права человека и основные свободы граждан России.
По аналогичным основаниям, с 11 марта 2022 года находится под санкциями Великобритании. С 25 февраля 2022 года находится под санкциями Швейцарии. С 26 февраля 2022 года находится под санкциями Австралии. С 12 апреля 2022 года находится под санкциями Японии. Указом президента Украины Владимира Зеленского от 7 сентября 2022 находится под санкциями Украины. С 3 мая 2022 года находится под санкциями Новой Зеландии.

##### Уголовное преследование
22 марта 2023 года украинский суд заочно приговорил Альшевских к 15 годам лишения свободы с конфискацией имущества по статье о посягательстве на территориальную целостность и неприкосновенность Украины.

## Семья
Женат, воспитывает сына и дочь.
Старший брат Андрея Альшевских — Владимир Альшевских в конце января 2020 года был арестован за то, что в составе организованной группы занимался кражами из банковских ячеек. Банда арендовала в банках ячейки и изготавливала дубликаты ключей, после повторных посещений банков проверяли ячейки, от которых имелись ключи, и совершали кражи. При обысках в у подозреваемых было найдено 400 тыс. долларов, 110 тыс. фунтов стерлингов, 3,6 тыс. евро и более 1 млн рублей, а также заготовки и слепки ключей от банковских депозитариев. Депутат Альшевских заявил, что он якобы давно не общается с братом и добавил, что каждый должен нести ответственность за свои поступки.

## Награды
- Благодарность Правительства Российской Федерации (16 декабря 2019 года) — за большой вклад в развитие российского парламентаризма и активную законотворческую деятельность[42]